# Worlds Collide (2022)
Worlds Collide (2022) — живое шоу производства американского рестлинг-промоушна WWE. Шоу прошло 4 сентября 2022 года в WWE Performance Center в Орландо, Флорида, США. Хотя шоу проводилось для рестлеров, в основном, из подразделений промоушена NXT и NXT UK, в Worlds Collide также приняли участие некоторые рестлеры из основного ростера WWE — Raw и SmackDown. Это было первое мероприятие Worlds Collide с 2020 года, а также заключительное шоу для NXT UK, который в 2023 году станет NXT Europe. Шоу транслировалось через Peacock в США и WWE Network на международном рынке.
На шоу было проведено пять матчей, в которых все титулы NXT UK, кроме одного, были объединены с титулами NXT. В главном событии чемпион NXT Брон Брейккер победил чемпиона Соединённого Королевства NXT Тайлера Бейта и объединил оба титула.

## Результаты
| №                               | Результаты | Условия                                                                                     | Время |
| ------------------------------- | --- | ------------------------------------------------------------------------------------------- | ----- |
| 1                               | Кармело Хейз (c) (с Триком Уильямсом) победил Рикошета | Одиночный матч за титул чемпиона Северной Америки NXT                                       | 15:57 |
| 2                               | «Смертельно красивые» (Элтон Принс и Кит Уилсон) (с Лэш Лэдженд) победили «Братьев Крид» (Брутус Крид и Джулиус Крид) (NXT) (с Деймоном Кемпом), Брукса Дженсена и Джоша Бриггса (NXT UK) (с Фэллон Хенли) и «Галлус» (Марк Коффи и Вольфганг) (с Джо Коффи) | Четырехсторонний матч на выбывание для объединения титулов командных чемпионов NXT и NXT UK | 15:34 |
| 3                               | Мэнди Роуз (NXT) победила Мейко Сатомуру (NXT UK) и Блэр Девенпорт | Матч «Тройная угроза» для объединения титулов чемпиона NXT и NXT UK среди женщин            | 13:17 |
| 4                               | Катана Ченс и Кайден Картер (с) победили Дудроп и Никки П.С.Г. | Командный матч за титул командных чемпионов NXT среди женщин                                | 10:19 |
| 5                               | Брон Брейккер (NXT) победил Тайлера Бейта (NXT UK) | Одиночный матч для объединения титула чемпиона NXT и чемпиона Соединённого Королевства NXT  | 17:11 |
| - (ч) – чемпион на начало матча | |                                                                                             |       |